# Trinity Lutheran Church
La Trinity Lutheran Church est une église protestante américaine située à Stonewall, dans le comté de Gillespie, au Texas. Construite en 1928, cette église luthérienne est un Recorded Texas Historic Landmark depuis 1989.